# Aleksiej Kajgorodow
Aleksiej Pawłowicz Kajgorodow (ros. Алексей Павлович Кайгородов; ur. 29 lipca 1983 w Czelabińsku) – rosyjski hokeista, reprezentant Rosji.

## Kariera
- Mietałłurg 2 Magnitogorsk (1998-1999)
- Mietałłurg Magnitogorsk (2001–2006)
- Ottawa Senators (2006)
- Mietałłurg Magnitogorsk (2006–2012)
- Saławat Jułajew Ufa (2012–2015)
- Barys Astana (2015)
- Dinamo Moskwa (2015)
- Mietałłurg Magnitogorsk (2015-2016)
- Buz Adam Stambuł (2022)

Wychowanek i wieloletni zawodnik Mietałłurga Magnitogorsk (występował z numerem 55). W drafcie NHL z 2002 został wybrany przez Ottawa Senators. W lidze NHL w barwach tego klubu rozegrał sześć meczów w sezonie NHL (2006/2007), po czym powrócił do Mietałłurga. Od października 2012 zawodnik Saławatu Jułajew Ufa. W kwietniu 2014 przedłużył kontrakt z klubem o trzy lata. Został zwolniony w sierpniu 2015. Wówczas został zawodnikiem kazachskiego klubu Barys Astana. Zwolniony z niego pod koniec października 2015. Od listopada do grudnia 2015 zawodnik Dinama Moskwa. Od grudnia 2015 ponownie zawodnik Mietałłurga Magnitogorsk.
Uczestniczył w turniejach mistrzostw świata juniorów do lat 17 edycji 2000, mistrzostw świata juniorów do lat 18 edycji 2001, mistrzostw świata juniorów do lat 20 edycji 2003 oraz seniorskich mistrzostw świata w 2003, 2011.

## Sukcesy
Reprezentacyjne
- Złoty medal mistrzostw świata juniorów do lat 17: 2000
- Złoty medal mistrzostw świata juniorów do lat 18: 2001
- Złoty medal mistrzostw świata juniorów do lat 20: 2003
- Puchar Gagarina – mistrzostwo KHL: 2016 z Mietałłurgiem Magnitogorsk

Klubowe
- Puchar Spenglera: 2005: z Mietałłurgiem Magnitogorsk
- Złoty medal mistrzostw Rosji: 2007 z Mietałłurgiem Magnitogorsk
- Puchar Mistrzów: 2008 z Mietałłurgiem Magnitogorsk
- Srebrny medal mistrzostw Rosji: 2014 z Saławatem Jułajew Ufa

Indywidualne
- Superliga rosyjska w hokeju na lodzie (2004/2005):
  - Drugie miejsce w klasyfikacji asystentów w sezonie zasadniczym: 33 asyst
  - Drugie miejsce w klasyfikacji kanadyjskiej w sezonie zasadniczym: 48 punktów
- Puchar Spenglera 2005:
  - Skład Gwiazd turnieju
- Puchar Mistrzów IIHF 2008:
  - Skład Gwiazd turnieju
- KHL (2008/2009):
  - Trzecie miejsce w klasyfikacji zwycięskich goli ww fazie play-off: 3 gole
- KHL (2010/2011):
  - Piąte miejsce w klasyfikacji +/- w sezonie zasadniczym: +25